# 圣路易堂 (斯特拉斯堡)
斯特拉斯堡圣路易堂（Église Saint-Louis de Strasbourg）是一座罗马天主教的堂区教堂，属于天主教斯特拉斯堡总教区。该堂位于法国阿尔萨斯下莱茵省斯特拉斯堡芬克威尔区（Finkwiller）的圣路易街（rue Saint-Louis）。该堂为巴洛克建筑风格。 
该堂又名城内圣路易堂（Église Saint-Louis en ville），以区别于罗伯索（Robertsau）区圣路易堂。

## 历史
在宗教改革以前，此处有一座加尔默罗会修道院。1528年修道院关闭，改为住宅和商店。.
1687年，此处兴建一座供奉圣王路易的教堂。在路易十四统治期间，天主教在阿尔萨斯重新占据重要地位。
1790年法国大革命期间，这座教堂被出售。1805年发生火灾后，改为商店。1825年至1827年间，教堂重建，采用新巴洛克和新古典主义风格。

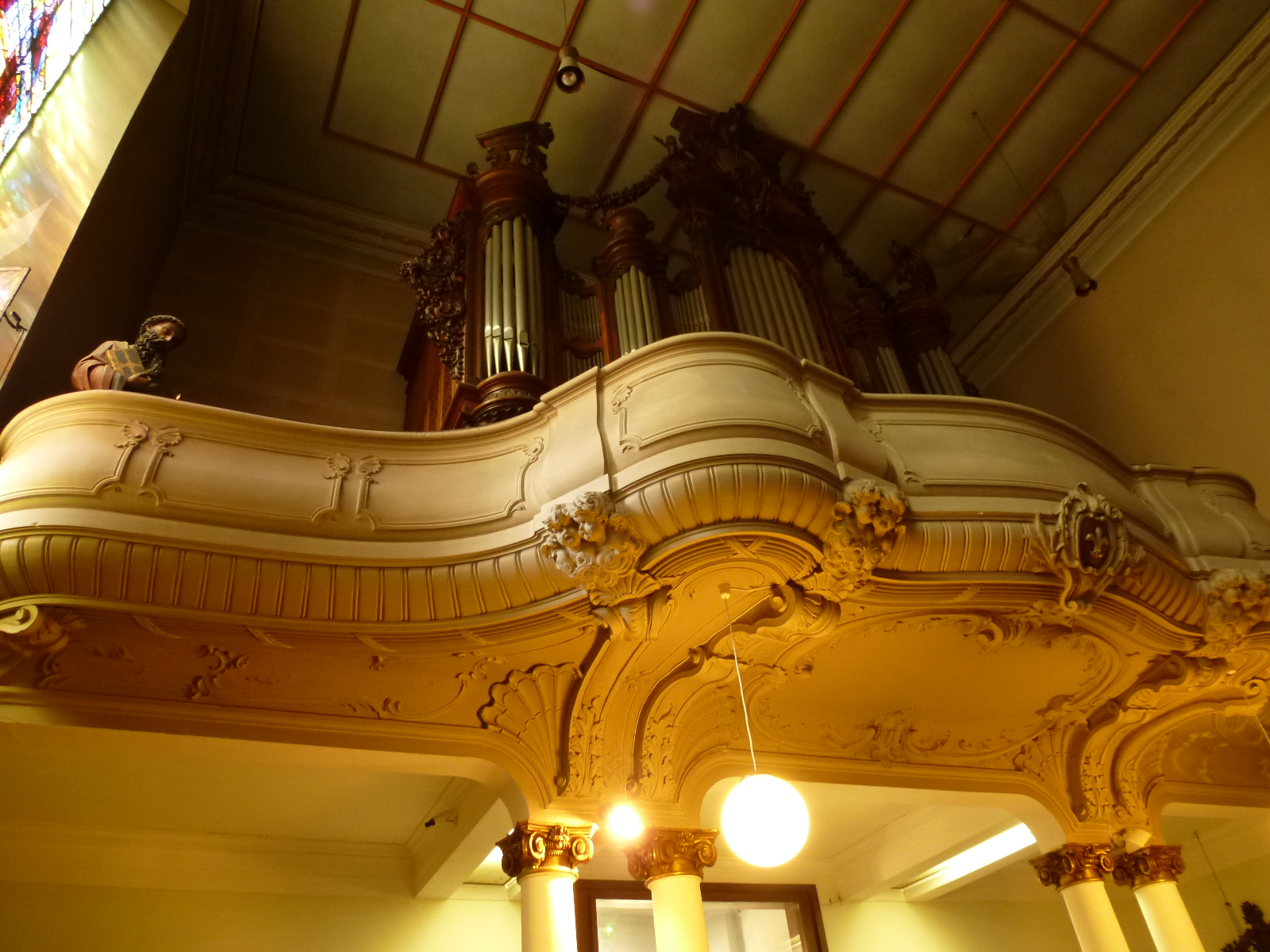
管风琴

1930年代，奥特兄弟为教堂制作花窗玻璃。
1896年的管风琴已列为法国历史遗迹。